# Hyderabad
Hyderabad (in telugu హైదరాబాదు, Haidarābādu; in urdu حیدرآباد‎?) è una suddivisione dell'India, classificata come municipal corporation e capoluogo dei distretti di Hyderābād, Rangareddy nello stato federato del Telangana. La città rientra nella classe I per numero di abitanti (da 100 000 persone in su).
La città, situata lungo le rive del fiume Musi, occupa 650 km quadrati, ha una popolazione di circa 6,9 milioni di persone e una popolazione metropolitana di circa 9,7 milioni persone, le quali la rendono la quarta città più popolosa e la sesta agglomerazione urbana più popolosa in India. 
Le reliquie dei Quṭb Shāhī e del Nizam rimangono ancora visibili. La Fortezza di Golconda è un altro punto di riferimento importante. L'influenza della cultura Mughlai è evidente anche nella cucina distintiva della regione, che include l'Hyderabadi biryani e l'Hyderabadi halim. Il Quṭb Shāhī e i Niẓām fondarono Hyderābād come centro culturale, attirando uomini di lettere provenienti da diverse parti del mondo. Hyderābād si è trovata ad essere il più importante centro della cultura in India con il declino dell'Impero Mughal a metà del XIX secolo, con gli artisti che si spostavano verso la città dal resto del subcontinente indiano. L'industria cinematografica Telugu, con sede in città, è la seconda produttrice di opere cinematografiche del paese.
Hyderābād è stata storicamente conosciuta come centro di smistamento di perle e diamanti, e continua ad essere conosciuta come "Città delle Perle". Molti dei bazar tradizionali della città rimangono aperti, tra cui Laad Bazaar, Begum Bazaar e Sultan Bazaar. L'industrializzazione nel corso del XX secolo ha attirato importanti istituti finanziari, di produzione e di ricerca, tra cui il Bharat Heavy Electricals Limited, l'Istituto Nazionale di Ricerca Geofisica e il Centro per la Biologia Cellulare e Molecolare. Zone economiche speciali dedicate alla tecnologia dell'informazione hanno incoraggiato le aziende dell'India e del mondo a creare nuovi poli produttivi e di ricerca a Hyderābād. L'emergere di industrie farmaceutiche e biotecnologiche negli anni '90 ha portato alla denominazione della zona come la "Genome Valley" dell'India. Con una produzione di 74 miliardi di dollari, Hyderabad è il quinto maggior contributore al prodotto interno lordo dell'India.

## Geografia fisica
La città è situata a 17° 22' 31 N e 78° 28' 28 E e ha un'altitudine di 489 m s.l.m.
Situata nella parte meridionale dello stato di Telangana nell'India sudorientale, Hyderābād è situata a 1 666 chilometri a sud di Delhi, 699 chilometri a sud-est di Mumbai e 570 chilometri a nord di Bangalore. Si trova sulle rive del fiume Musi, nella parte settentrionale dell'altopiano del Deccan. Greater Hyderabad copre 650 km² (250 mi²), rendendola una delle più grandi aree metropolitane dell'India. Con un'altitudine media di 542 metri, Hyderābād si trova su un terreno di granito grigio e rosa, punteggiato da piccole colline, di cui la più alta è Banjara Hills (672 metri). 
La città ha numerosi laghi chiamati sagar, che significa "mare". Questi includono i laghi artificiali creati dalle dighe del Musi, come l'Hussain Sagar (costruito nel 1562, prima ancora della fondazione della città e situato a nord del centro della città) che la separa dalla vicina Secunderabad, l'Osman Sagar e il Himayat Sagar. Nel 1996, la città aveva 140 laghi e 834 stagni.

## Clima
Hyderābād ha un clima tropicale bagnato d'inverno e asciutto d'estate (Köppen Aw) che confina con un clima caldo semi-arido (Köppen BSh). La temperatura media annuale è di 26,6 °C (79,9 °F); le temperature medie mensili sono 21-33 °C (70-91 °F). Le estati (marzo-giugno) sono calde e umide, con temperature medie che si attestano a 30 gradi centigradi, mentre le massime superano spesso i 40 °C (104 °F) tra aprile e giugno. Le temperature più fresche si verificano in dicembre e gennaio, quando la temperatura più bassa scende a volte a 10 °C (50 °F). Maggio è il mese più caldo, quando le temperature giornaliere variano da 26 a 39 °C (79-102 °F); Dicembre, il più freddo, ha temperature che variano da 14,5 a 28 °C (57-82 °F).
La pioggia pesante dal monsone di estate sud-ovest cade tra giugno e settembre, fornendo Hyderābād con la maggior parte delle sue precipitazioni annuali medi. Poiché le registrazioni sono iniziate nel novembre 1891, la pioggia più pesante registrata in un periodo di 24 ore è stata 241,5 mm (10 in) il 24 agosto 2000. La temperatura più elevata mai registrata è stata di 45,5 °C (114 °F) il 2 giugno 1966 il più basso era 6,1 °C (43 °F) l'8 gennaio 1946. La città riceve 2.731 ore di sole all'anno; la massima esposizione giornaliera solare si verifica nel corso di febbraio.

## Storia

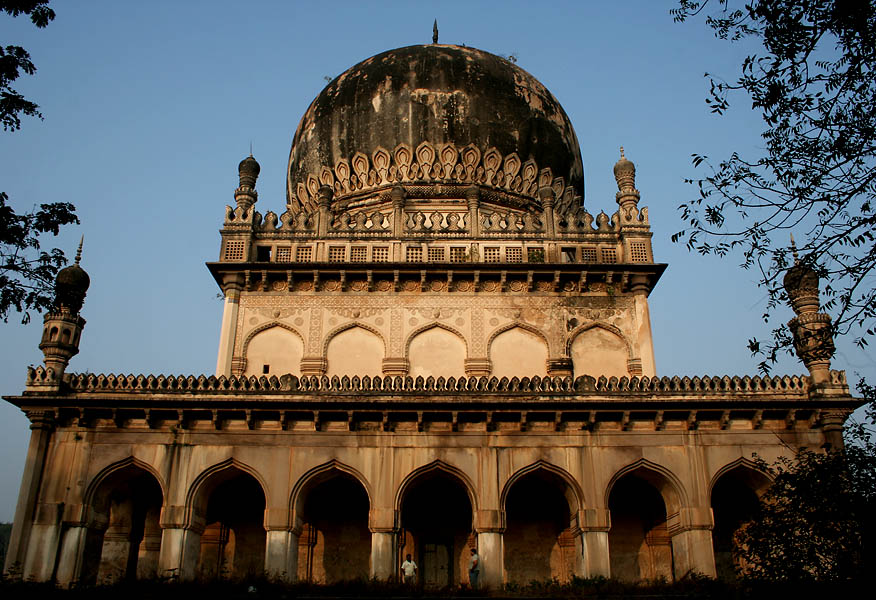
Tomba dei sultani Quṭub Shāhī

Hyderābād (letteralmente "Città di Haydar") fu fondata nel 1589 sulla riva del fiume Musi dal sultano Muhammad Quli Qutb Shah, quinto sultano del Sultanato di Golconda. Il sito della nuova città si trovava circa 11 km ad est della fortezza di Golconda. Il primo nome della città fu Bhāgnagar dal nome di Bhagmati, una delle mogli del re.
Ben presto il centro abitato si sviluppò attorno ai due edifici principali fatti costruire dal sultano, il Charminar e Mecca Masjid. Poco dopo la fondazione la città divenne la capitale del sultanato al posto di Golconda che aveva problemi di approvvigionamento d'acqua.
Nel 1687 venne conquistata da Aurangzeb, sovrano dell'impero Moghul e divenne sede di uno dei governatorati dell'impero. Fu il governatore Mubariz Khan, salito in carica nel 1713, che fece fortificare la città. L'anno successivo venne nominato viceré del Deccan Asif Jah che nel 1721 divenne primo ministro dell'impero Mughal carica dalla quale si dimise nel 1723 ritirandosi nel Deccan. 
L'imperatore Muhammad Shah emanò un decreto per esautorare Asaf Jah I, quest'ultimo però sconfisse le truppe imperiali nella battaglia di Shakar Kheda e stabilì l'autonomia del Deccan e iniziando la dinastia nota come Niẓām di Hyderabad. I suoi sovrani accumularono enormi ricchezze. Il principato si estese approfittando del collasso politico dell'impero Moghul. Il potere politico del Nizam si estese così su varie "Draviras" del Deccan (Bidar, Berar, Aurangbad e Balaghat, Sarkars settentrionali, comprendendo gran parte del bacino dell'Andhra fino al mare, circoscritto a nord dal Deccan, il Bastar e l'Orissa, a sud dal Carnatic, dal Mysore e dal Coromandel e ad ovest dai monti Ghati che lo dividevano dai principati maratti di Bijapur.
Tramite il trattato di Mazulipatam (1768) il territorio dei domini del Nizam divenne uno stato principesco durante il Raj britannico, e rimase tale per 150 anni, con la città che ne era la capitale. Nel XVIII secolo fu fondata la città di Secunderābād per ospitare dapprima le truppe francesi e poi le truppe britanniche.
Hyderabad ebbe una fase di crescita nella seconda metà del XIX secolo, vi furono fondate scuole e istituti di formazione superiore, il collegamento alla ferrovia favorì l'incremento demografico e lo sviluppo di attività economiche.
La città continuò ad essere la capitale dello stato di Hyderābād anche dopo il passaggio nel Dominion of India nel 1948, e divenne poi capitale dell'Andhra Pradesh dopo la legge di riorganizzazione degli Stati, nel 1956. 
Dal 1956, Rashtrapati Nilayam in città è stato l'ufficio invernale della Presidenza dell'India. Nel 2014 si è costituito il nuovo Stato di Telangana, che si è separato dall'Andhra Pradesh, e la città è diventata capitale comune dei due Stati, secondo un accordo transitorio; questa situazione dovrebbe concludersi entro il 2025, quando la nuova capitale dell'Andhra Pradesh, Amaravati, sarà pronta per il trasferimento definitivo degli uffici governativi.
La città prosperò, diventando un importante mercato per le pietre preziose e uno dei principali centri di cultura islamica in India.

## Monumenti e luoghi di interesse
Il centro storico della città si trova sulla riva meridionale del fiume, un tempo era racchiuso dalle mura del XVIII secolo nelle quali si aprivano tredici porte di dimensioni maggiori (chiamate darwaza) e tredici accessi di dimensioni più piccole. Le mura subirono gravi danni in un'inondazione del 1908 e vennero in parte demolite nel XX secolo, ne rimangono brevi tratti e due delle porte principali, Dabeerpura Darwaza e Purana Pul Darwaza.
Il più antico dei ponti che collegano le due rive del Musi è il Purana Pul, risalente al 1593 e fatto edificare da Muhammad Quli Qutb Shah, a cui si deve anche la costruzione del Charminar, ovvero l'imponente edificio con quattro aperture ad arco rivolte ai quattro punti cardinali. Il Charminar è considerato dai locali come simbolo della città. All'epoca di Muhammad Quli Qutb risalgono anche il Char Kaman, le quattro porte che delimitano un crocevia al centro del quale si trova Gulzar Houz e la cisterna d'acqua ottagonale ora trasformata in una fontana. Nei pressi del Charminar si trova la Makkah Masjid, ovvero la moschea principale della città, e il Badshahi Ashurkhana, un ashurkhana risalente al XIV secolo e decorato con maioliche variopinte.
All'epoca della dinastia Asaf Jahi risalgono altri edifici tra cui il palazzo Chowmahalla, il palazzo Sir Salam Jung e Purani Haveli, il palazzo in cui risiedeva il Nizam.

## Economia
Ad Hyderābād ha avuto notevole sviluppo l'information technology, la biotecnologia e l'industria farmaceutica.
Nel settore dell'information technology è stata realizzata HITEC City (Hyderabad Information Technology Engineering Consultancy City). Nel campo della biotecnologia è stato realizzato il parco industriale di Genome Valley, ed è in via di completamento il parco Nanotechnology.
La città ha inoltre un'industria cinematografica molto sviluppata, soprannominata Tollywood, essendo il centro principale per la produzione di film in lingua telugu.
In passato tale primato spettava a Chennai, ma con lo sviluppo delle infrastrutture di Hyderābād, tale industria si è spostata e sviluppata al punto da produrre anche film in hindi facendo concorrenza all'industria cinematografica di Mumbai.

## Istruzione
Le scuole pubbliche e private a Hyderābād sono governate dal consiglio centrale dell'istruzione secondaria e seguono un piano "10 + 2 + 3". Circa due terzi degli allievi partecipano a istituzioni private. Le lingue di istruzione includono inglese, hindi, telugu e urdu. A seconda dell'istituzione, gli studenti sono tenuti a frequentare il certificato di scuola secondaria o il certificato indiano di istruzione secondaria. Dopo aver completato l'istruzione secondaria, gli studenti si iscrivono a scuole o università con una struttura secondaria superiore. L'ammissione alle università professionali di laurea in Hyderabad, molte delle quali sono affiliate a Jawaharlal Nehru Technological University di Hyderabad (JNTUH) o all'Università di Osmania (OU), è attraverso il test di ingegneria comunale di ingegneria e medicina (EAM-CET).
Ci sono 13 università a Hyderābād: due università private, due università giudicate, sei università statali e tre università centrali. Le università centrali sono l'Università di Hyderabad, la Maulana Azad National University e l'Università degli Studi inglesi e stranieri. L'Università Osmania, fondata nel 1918, è stata la prima università di Hyderābād e dal 2012 è la seconda istituzione più popolare dell'India per gli studenti internazionali. L'Open University di Dr. B. R. Ambedkar, fondata nel 1982, è la prima università aperta all'aperto in India.
Hyderābād ospita anche una serie di centri specializzati in settori specifici come le scienze biomediche, le biotecnologie e i prodotti farmaceutici, come l'Istituto Nazionale di Istruzione e Ricerca Farmaceutica (NIPER) e l'Istituto Nazionale di Nutrizione (NIN). Hyderabad possiede cinque grandi scuole mediche: l'Osmania Medical College, il Gandhi Medical College, l'Istituto di Scienze Mediche di Nizam, il College Deccan di Scienze Mediche e l'Istituto di Scienze Mediche di Shadan, e molti ospedali di insegnamento affiliati. Il governo Nizamia Tibbi College è un collegio di medicina Unani. Hyderabad è anche il quartier generale della Heart Heart Association, una fondazione senza scopo di lucro per l'istruzione cardiovascolare.

Gli istituti di Hyderābād comprendono l'Istituto Nazionale per lo Sviluppo Rurale, la Scuola Indiana di Business, l'Istituto di Imprese Pubbliche, l'Amministrativo Staff College di India e l'Accademia Nazionale di Polizia di Sardar Vallabhbhai Patel. Le scuole tecniche e di ingegneria comprendono l'Istituto Internazionale di Information Technology, Hyderabad (IIITH), l'Istituto di tecnologia e scienza di Birla, Hyderabad di Pilani (BITS Hyderabad) e l'istituto indiano di tecnologia Hyderabad (IIT-H) come l'Istituto internazionale per la ricerca dei raccolti per i semi-aridi tropici (ICRISAT) e l'università agricola Acharya NG Ranga. Hyderābād ha anche scuole di design di moda tra cui Raffles Millennium International, NIFT Hyderabad e Wigan e Leigh College. L'Istituto Nazionale di Design, Hyderabad (NID-H), offre corsi di laurea e post laurea dal 2015. 

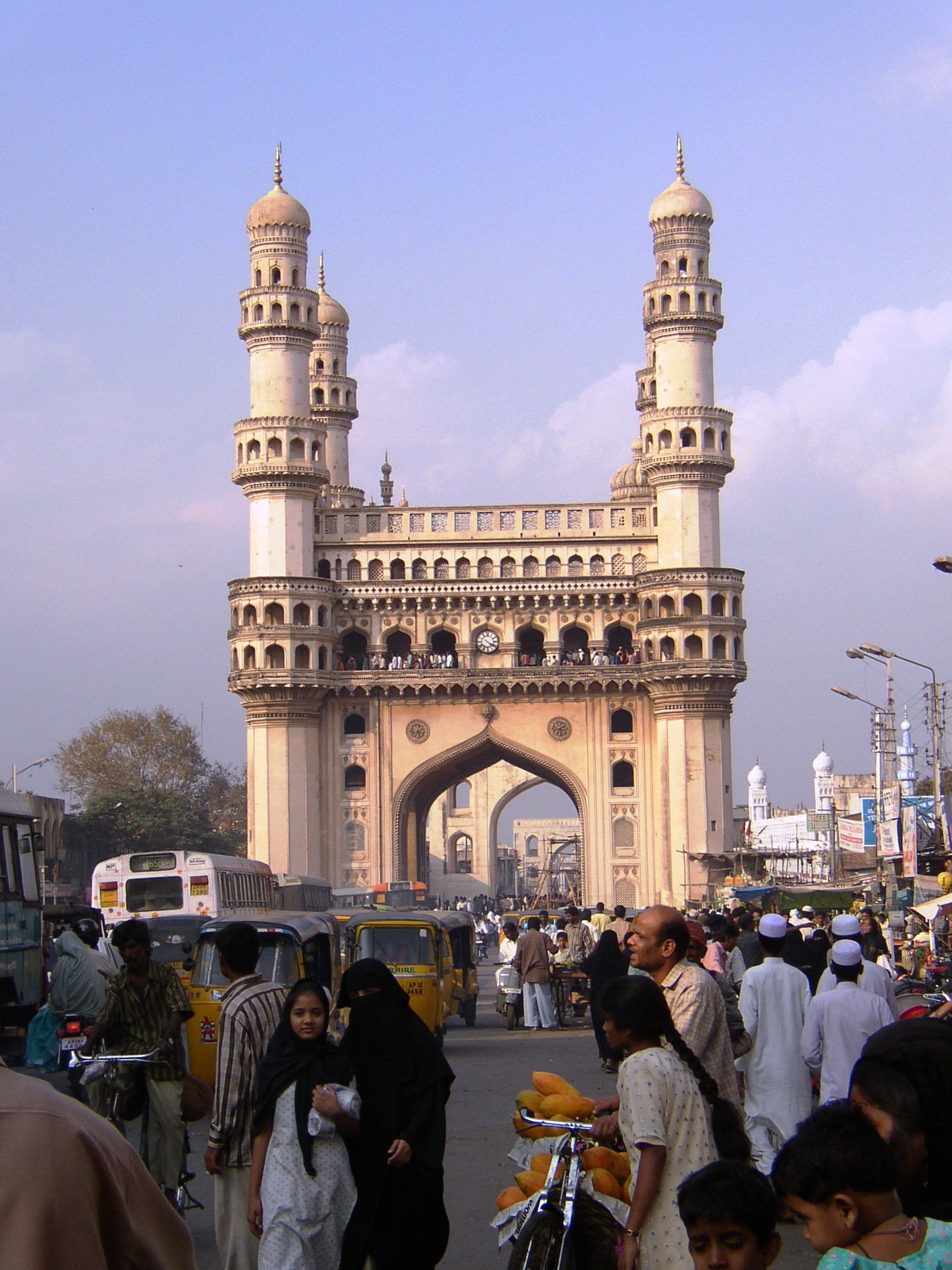
Il Charminar

## Infrastrutture e trasporti
Hyderābād si trova all'incrocio di quattro autostrade nazionali che la collegano a sei altri Stati. L'autostrada NH-7 (precedente NH-58) percorre 845 km (525 mi), collegando da ovest la città di Fazilka in Punjab al mana pass di Uttarakhand a est. L'autostrada NH-65 percorre 926 km (575 mi) collegando da est la città di Machilipatnam in Andhra Pradesh alla città di Pune inMaharashtra a ovest. Più centrali altre due autostrade, ovvero NH-163 di 474 km (295 mi) che collega Hyderābād a Bhopalpatnam in Chhattisgarh e NH-765 che collega Hyderābād a Srisailam. Altre cinque strade statali, SH-1, SH-2, SH-4, SH-5 e SH-6, partono o passano attraverso Hyderābād.
Il traffico aereo è stato precedentemente gestito tramite l'aeroporto di Begumpet, sostituito nel 2008 dall'Aeroporto Internazionale Rajiv Gandhi (IATA: HYD, ICAO: VOHS) con capacità di gestire 12 milioni di passeggeri e 100 000 tonnellate di carico annuo. Nel 2011, l'Airports Council International, un organo autonomo che rappresenta gli aeroporti mondiali, ha giudicato RGIA il miglior aeroporto mondiale nella categoria dei passeggeri da 5 a 15 milioni e il quinto miglior aeroporto internazionale per la qualità del servizio.

## Amministrazione

### Gemellaggi
Hyderābād è gemellata con quattro città:
- Riverside
- Miyoshi
- Suwon
- Medellín[senza fonte]